# Lou Charmelle

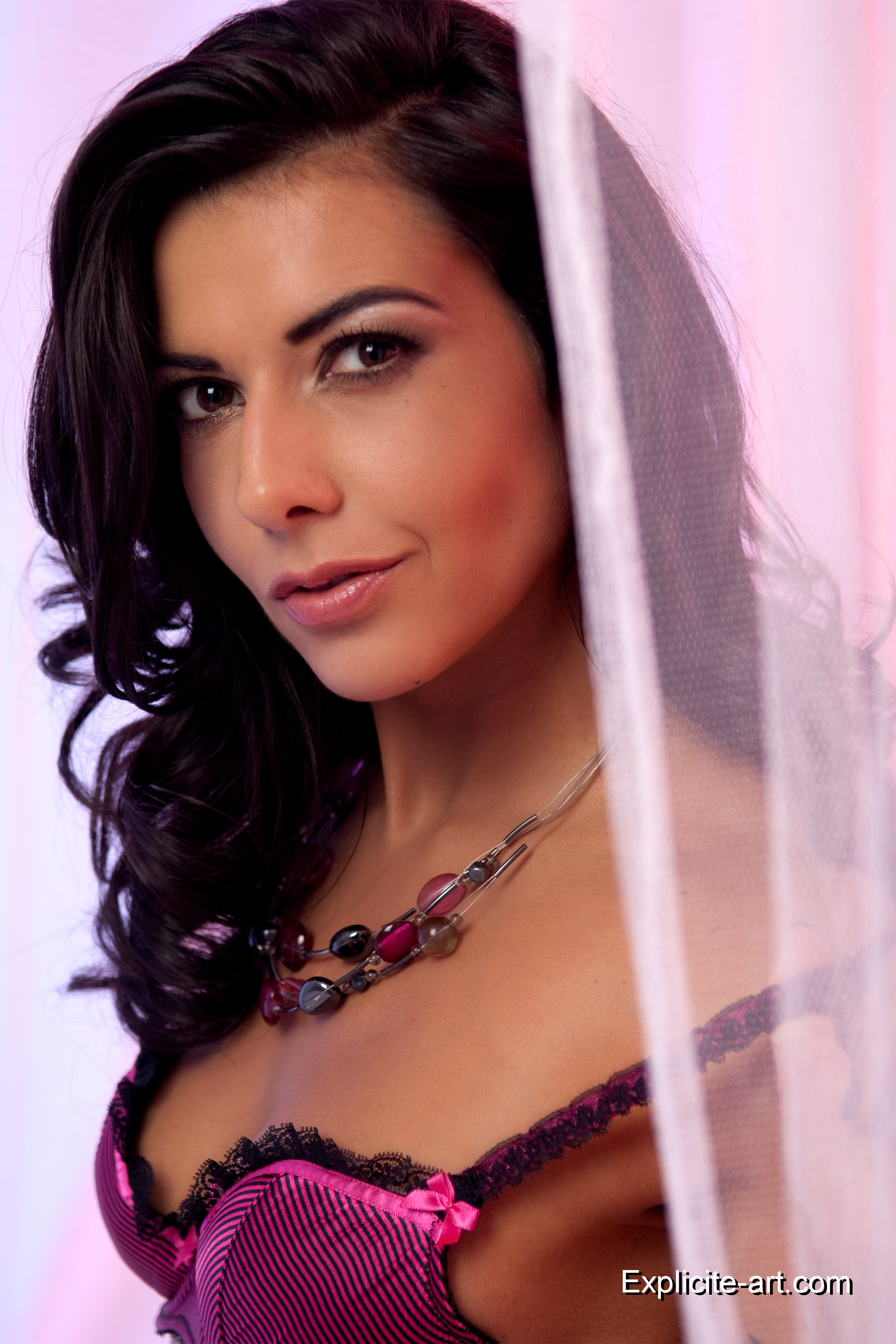
Lou Charmelle

Lou Charmelle (* 8. Oktober 1983 in Périgueux, Frankreich als Sofia Querry) ist eine ehemalige französische Pornodarstellerin mit tunesischen Wurzeln.

## Karriere
Sie begann ihre Karriere im Februar 2008 mit 24 Jahren. Ihr erstes Video wurde von Fabien Lafait produziert, den sie zuvor auf einer Erotikmesse in Bordeaux getroffen hatte. Im Jahr 2010 stand Lou Charmelle auch in den Vereinigten Staaten vor der Kamera und war außerdem wiederholte Male in den französischen Mainstream-Medien zu sehen. So kam es, dass das Magazin Les Inrockuptibles sie als neuen Stern am französischen Porno-Himmel bezeichnete. Im Februar 2012 gab sie an, ihre Karriere womöglich aufgrund ihres Partners beenden zu wollen. Diesen Schritt vollzog sie im Oktober desselben Jahres.